# Leptoneta cavalairensis
Leptoneta cavalairensis là một loài nhện trong họ Leptonetidae.
Loài này thuộc chi Leptoneta. Leptoneta cavalairensis được miêu tả năm 1987 bởi Dresco.